# Pilgrim Monument

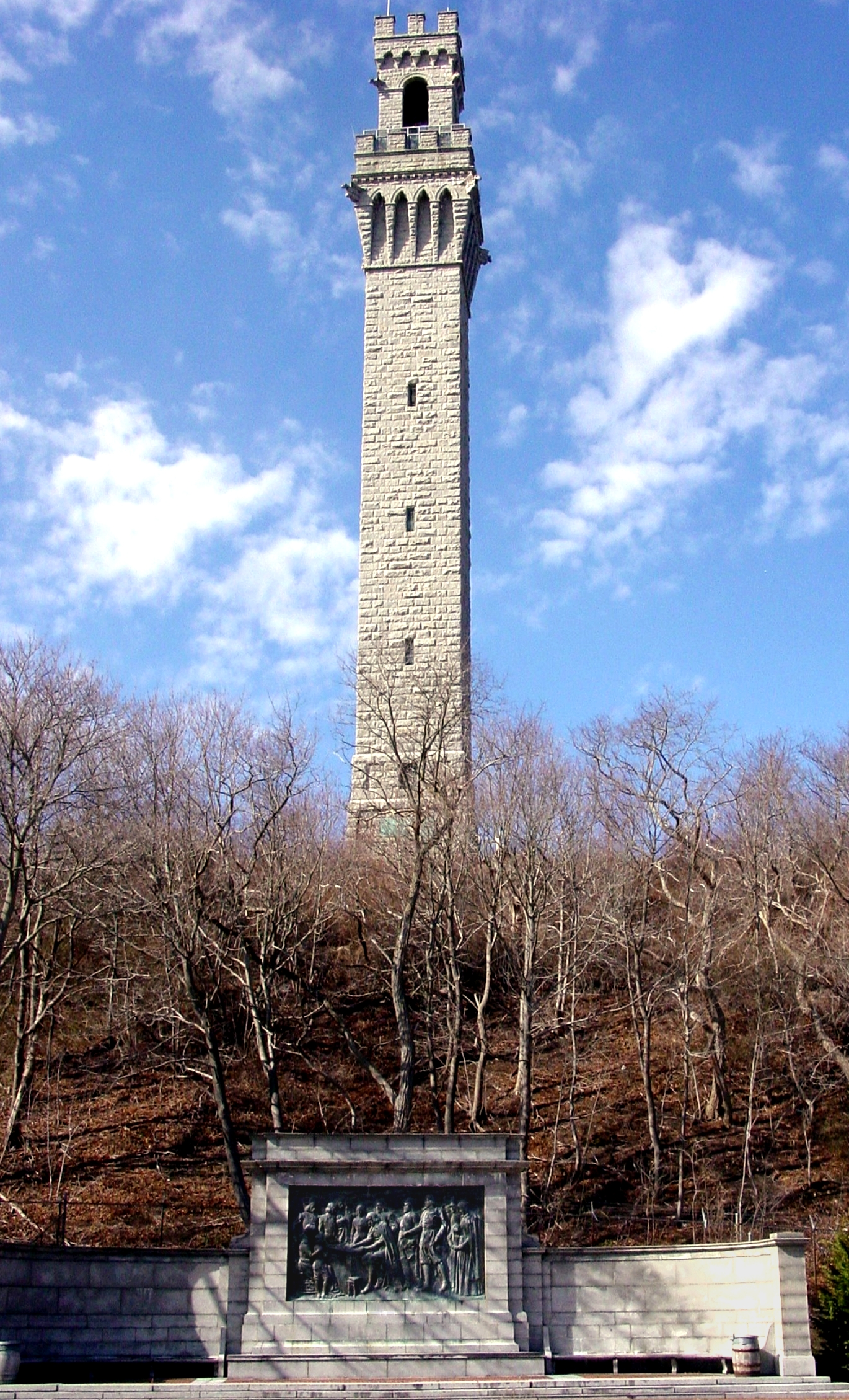
Pilgrim Monument i mars 2007.

Pilgrim Monument är ett monument i Provincetown i Massachusetts. Det byggdes åren 1907-1910, till minne av pilgrimernas landstigning 1620, samt undertecknandet av Mayflower Compact.

### Fotnoter
1. ↑  ”Pilgrim Monument Overview & FAQ” (på engelska). Provincetowns musuem. Arkiverad från originalet den 5 september 2015. https://web.archive.org/web/20150905171548/http://www.pilgrim-monument.org/overview-faq. Läst 8 november 2015.